# 제3회 부산국제어린이청소년영화제
제3회 부산국제어린이청소년영화제는 2008년 8월 14일에 열린 시상식이다.

## 수상 및 후보

### 레디~액션!
- 숨바꼭질 - 대구 운암초등학교
- 발칙한 상상 - 대연초등학교
- 혜주의 생일선물 - 울산 동부초등학교
- 산불광고 - 금성초등학교
- 유쾌한 체인지 - 제주 남원초등학교
- 착한 안경 - 금성초등학교
- 내 꿈은 연예인 - 대구 운암초등학교
- 킹카 대 킹카 - 대연초등학교
- 편지속의 진실 - 대연초등학교
- 내 반지를 찾아줘 - 도원초등학교
- 우리가 잊고 있던 소중한 친구 - 도원초등학교
- 내인생은 뷰티풀 라이프 - SOS 어린이마음
- 2008 반장선거 - 동명초등학교
- 덕균이의 환경이야기 - 창원 신월초등학교
- 초딩 핸폰 보고서 - 울산 범서초등학교
- 우리학교에 귀신이 산다 - 답내초등학교
- 가시 - 성미산학교
- 체인지 - 이일여중
- 보물섬에서 온 아이 - 창원 신월초등학교
- 친구 - 토산초등학교

### 비키 장편 초청
- 캣쳐 캣 시티2 - 벨라 테르노스즈키
- 코끼리 이야기 - 마리오 안드레아치오
- 씬 아이스 - 호칸 베르타스
- 키카와 밥 - 빈센트 발 외 1명
- 스카이 마스터 - 스틴 라스뮤센 외 1명
- 미미와 다다의 미술탐험대 - 홍인표 외 1명
- 바다의 전설 - 벤자민 토

### 비키 단편 초청
- 웅이 이야기 - 이하송
- 아이들은 잠시 외출했을 뿐이다 - 남다정
- 외할머니와 레슬링 - 임형섭
- 아주 특별한 캠핑 - 다나 블랭크스타인
- 혹독한 나라의 앨리스 - 소피 슈컨스
- 좋은 날들 - 메디 자파리
- 비키니를 입지 않은 소녀 - 클라우디아 모르가도 에스카닐라 외 1명
- 달의 환상동화 - 사라 도모할라
- 도장 - 김지웅
- 파랑새 - 김주현
- 엄마 울지마 - 이은정
- 슈퍼맨의 하루 - 이은천
- 선글라스 - 김원영
- 아버지는 래퍼 - 박병권

### 비키 애니메이션 초청
- 로보뜨의 미래 - 이지미
- 별별 이야기 2 - 여섯 빛깔 무지개 - 안동희 외 1명
- 별별 이야기 2 - 여섯 빛깔 무지개 - 권미정
- 그들의 바다 - 김운기
- 허그 - 이상희
- 흡혈박쥐와 젖소 - 강영일 외 1명
- Paper Daddy - 김다혜
- Where Is My Friend? - 이영헌
- 따로 또는 같이 - 이주희 외 2명
- 인형의 꿈 - 김래욱 외 1명
- 둥둥둥 - 윤혜정
- 천년기린 - 원종식
- 무림일검의 사생활 - 장형윤
- 2-1=4 - 이광욱
- 물고기 옷 - 이선주
- 고양이와 곰 - 조세헌 외 1명
- 구름이 되고 싶어! - 박송이
- My son - 신희석
- 오뚜기는 눕고싶다 - 권순환
- 후두둑 후두둑 - 이은정
- 둥지 - 변권철 외 1명
- 무밭에서 태어난 아이들 - 나기용
- Way home - 오수형 외 1명
- The balloon - 안은비 외 1명
- 낙서하는 소녀 - 강길호
- 하야의 결혼 - 마한 자바헤리안
- 참새와 목화씨앗 - 모르테자 아하도
- 욕심쟁이 까마귀 - 압둘라 알리모라드
- 레옹의 겨울 - 피에르 러 그라뇽

### 가족 시네마
- 어린 왕자 - 최종현
- 페르세폴리스 - 마르얀 사트라피  외 1명
- 방울토마토 - 정영배

### 비키공모작
- 바다로 가는 날 - 김윤희
- 갯벌아! 갯벌아! - 최효주 외 1명
- 싸나이 유진욱 - 신민희
- 시향의 브람스 - 손미
- 사과 한 상자 - 김윤희
- Fever Dream - 임재은 외 2명
- Monster - 유이현 외 1명
- 파라다이스 - 김나래 외 2명
- 구름조각가 - 이민경
- 맹꽁이 - 정원희

### 특별전
- 곰들의 이야기 - 마리나 카르포바
- 쿠이코로시 - 세르게이 메리노브
- Everyone Loves Pudding - 타지미 요시미
- 대일본 잉크화학공업주식회사 CM시리즈 - 모리모토 치에
- 산케이신문사 7DAYS - 타다 타쿠
- WHERE IS THE NEXT 시리즈 - 드리스콜 레이드
- Mr. Cloud and Mr. Rain - 조코 토모요시
- Birthday - 한자키 토시아키
- Satraying Little Red Riding Hood - 니시오 미야코 외 1명
- AFTER SCHOOL MIDNIGHT - 타케키요 히토시
- COPET - 쿠보 세이지로 외 2명
- 임금님 이야기 - 미스미 요시코
- 검은 아기곰과 숲 속 신령 - 다나카 우사기
- 아니 쿠리15 ‘우주인 내습 히로시 편’ - 니시미 쇼지로
- BONEHEADS - 치다 히로시
- 49 - 이와노 이치로
- 말도 안 돼! - 세르게이 아이누트디노프
- 어부 오스쿠스-울 - 알렉세이 데민
- 프라우드 마우스 - 나탈리아 베레조바야
- 시종은 산토끼 - 엘레나 체르노바